# 세븐 뉴스

세븐 뉴스(영어: Seven News)는 세븐 네트워크의 뉴스 제작 자회사이다.